# An Economic Interpretation of the Constitution of the United States
An Economic Interpretation of the Constitution of the United States (dosł. Ekonomiczna interpretacja Konstytucji Stanów Zjednoczonych) to książka autorstwa Charlesa A. Bearda wydana w 1913 roku zawierająca analizę tła ekonomicznego powstania amerykańskiej Konstytucji.